# University of Chicago
Uniwersytet Chicagowski (również Uniwersytet w Chicago, ang. University of Chicago) – jeden z najbardziej prestiżowych uniwersytetów amerykańskich, założony w 1890 przez przedsiębiorcę i twórcę koncernu Standard Oil, Johna Rockefellera, w Chicago. Jest to uczelnia niepubliczna, na której kształci się około 16 tysięcy osób, z czego około 6000 na studiach licencjackich.

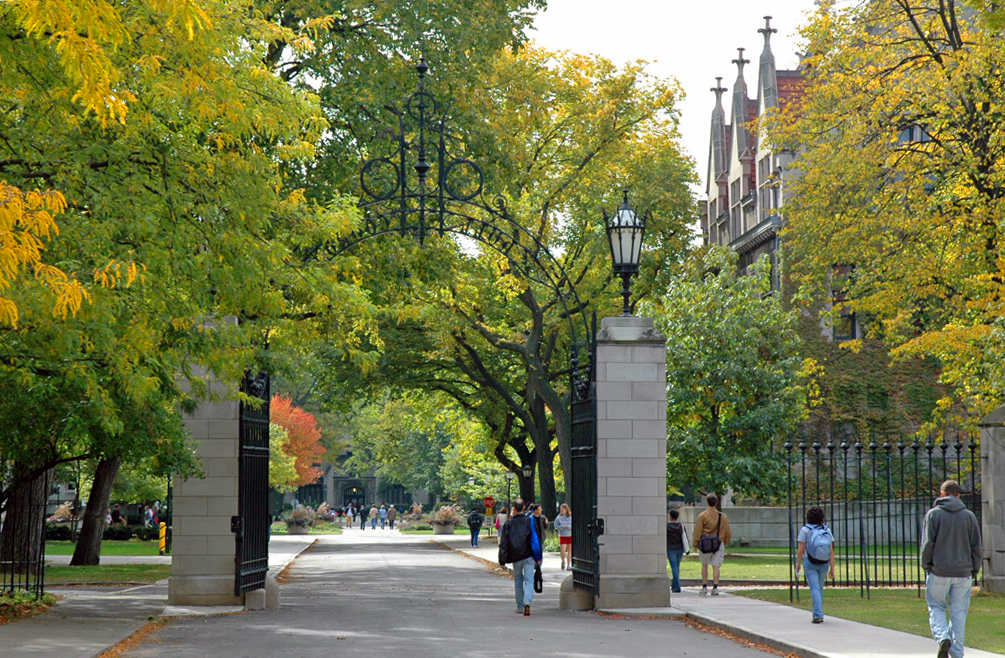
Główna brama Uniwersytetu Chicagowskiego

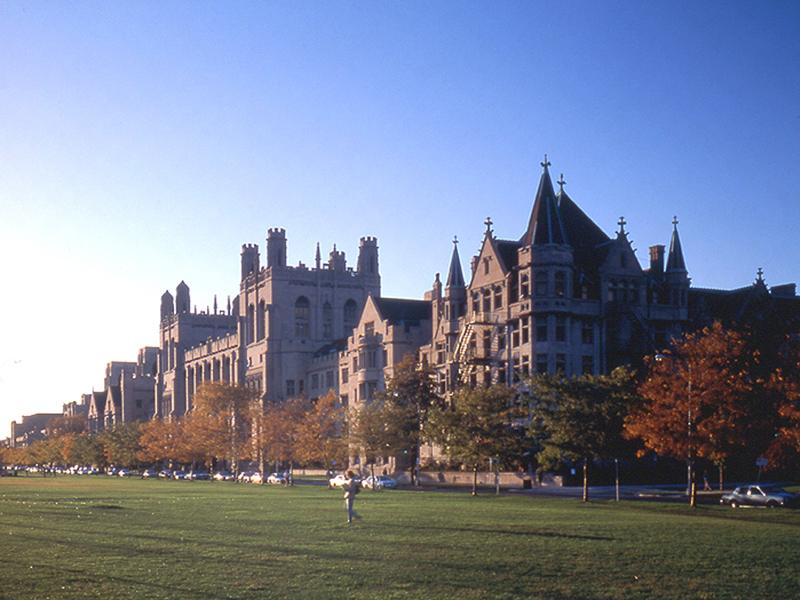
Widok na kampus

Naukowcy z uniwersytetu otrzymali 100 Nagród Nobla, więcej niż przedstawiciele jakiejkolwiek innej uczelni w Stanach Zjednoczonych, w tym 29 z fizyki, 17 z chemii, 12 z fizjologii i medycyny i 30 z ekonomii. 2 grudnia 1942 doprowadzili oni do pierwszej na świecie samopodtrzymującej się nuklearnej reakcji łańcuchowej (nadzorował ją Enrico Fermi).
Uniwersytet Chicagowski jest siedzibą największego wydawnictwa akademickiego w Stanach Zjednoczonych, University of Chicago Press.
Uczelnia posiada kilka jednostek naukowych oddalonych od głównej siedziby, w tym:
- obserwatorium Yerkes
- University of Chicago Medical Center(inne języki) (szpital kliniczny)
- University of Chicago Laboratory Schools(inne języki)
- Graham School of Continuing Liberal and Professional Studies(inne języki).

Większość budynków znajduje się około 7 mil na południe od centrum Chicago, w dzielnicach Hyde Park i Woodlawn. W centrum kampusu jest park Midway Plaisance, zaprojektowany przez sławnego architekta zieleni, Fredericka Law Olmsteda, na Wystawę Światową 1893. Uczelnia jest znana ze swej neogotyckiej architektury; budynki powstały głównie z wapienia pod koniec XIX wieku. Głównym wzorem były klasyczne kampusy uniwersytetów w Oksfordzie i Cambridge.

## Historia
Uniwersytet Chicagowski został ufundowany przez Johna D. Rockefellera, który później nazwał to swoją „najlepszą inwestycją, jaką kiedykolwiek uczynił”. Uczelnia powstała na fali fundowania nowych uniwersytetów po amerykańskiej wojnie domowej. Stworzona w 1890 uczelnia datuje swoje powstanie na 1 lipca 1891, kiedy to William Rainey Harper został jej pierwszym prezydentem. Pierwsze zajęcia odbyły się 1 października 1892 (wtedy było 594 studentów i 120 osób kadry naukowej, w tym 8 byłych prezydentów uczelni wyższych).
Powstanie uczelni było niezbędne dla prawdziwego rozwoju tej części Stanów Zjednoczonych, wielkiej amerykańskiej migracji i cudu gospodarczego początków XX wieku. Rockefeller rozważał stworzenie uczelni na wschodnim wybrzeżu kraju, w Nowej Anglii, ostatecznie zdecydował się na perspektywiczny środkowy zachód. Tworzony pod auspicjami baptystów, Uniwersytet Chicagowski w przeciwieństwie do większości amerykańskich uczelni nie był nigdy formalnie stowarzyszony z żadną wspólnotą wyznaniową. Jako pierwszy spośród dużych i prestiżowych uczelni amerykańskich dopuścił do studiowania i pracy naukowo-akademickiej kobiety i dyskryminowane mniejszości, jak Afroamerykanie (w 1947, jako pierwszy znaczący, w większości „biały” uniwersytet, zaproponował stanowisko profesorskie Amerykaninowi pochodzenia afrykańskiego).
Uczelnia od początku rozwijała profesjonalne studia dyplomowe i podyplomowe oraz specjalistyczne, co odzwierciedla dzisiejsza proporcja (1:2) studentów licencjackich (undergraduate) do tych studiujących w profesjonalnych szkołach i instytutach w celu uzyskania doktoratów i prowadzenia intensywnych badań naukowych (graduate).
W 2011 otwarto nową bibliotekę, którą nazwano imionami donatorów, Joego i Riki Mansueto, absolwentów uniwersytetu. Mansuetowie, właściciele Morningstar, Inc., przekazali na ten cel 25 mln dolarów. Nowatorski projekt biblioteki pozwala przechowywać najważniejsze publikacje w samym centrum kampusu (inne uczelnie, w tym Uniwersytet Harvarda, Uniwersytet Yale, Uniwersytet Columbia i Uniwersytet Browna, przenoszą zbiory biblioteczne do nowych budynków poza ich głównymi obszarami). Magazyny biblioteczne znajdują się głęboko pod ziemią, a wypożyczalnie, czytelnie i laboratoria na powierzchni. Budynek wieńczy szklana kopuła. Magazyny mają zautomatyzowaną obsługę – publikacje dostarczane są na powierzchnię bez pomocy człowieka. Ponieważ uczelnia nabywa rocznie około 150 tysięcy nowych woluminów, nowa biblioteka zaspokoi potrzeby magazynowe na 22 lata.

## Sport
Uniwersytet Chicagowski jest członkiem NCAA Division III, w ramach której posiada 19 drużyn w różnych dyscyplinach sportu. Wszystkie drużyny noszą nazwę Chicago Maroons, czyli w dosłownym tłumaczeniu „Kasztanowi z Chicago”. W związku z nazwą ich głównym kolorem klubowym jest kasztanowy. Uniwersytet jest członkiem konferencji University Athletic Association. Największym obiektem sportowym Maroons jest stadion Stagg Field, gdzie mieści się 1650 widzów.